# 1629 Pecker
1629 Pecker (1952 DB) là một tiểu hành tinh vành đai chính được phát hiện ngày 28 tháng 2 năm 1952 bởi L. Boyer ở Algiers.